# Franz Geerz
Franz Julius Heinrich Geerz, född 1816 i staden Slesvig, död 1888 i Berlin, var en tysk kartograf.
Geerz studerade geografi och geognosi i Kiel och Berlin, liksom han en kort tid arbetade på observatoriet i Altona under Heinrich Christian Schumacher. Han blev snabbt engagerad i den slesvig-holsteinska frågan och utgav 1838 en karta över språkförhållandena i Slesvig; samtidigt planerade han att bli redaktör för den danskfientliga tidningen "Lyna" i Haderslev; men 1842 anställdes han som vägkonduktör för Slesvig-Holstein och inledde därigenom en storstilad kartografisk verksamhet.
År 1845 utgav han en stor karta över Holstein och Lauenburg, vilken var så kostsam att han var nära att bli ruinerad; men inte desto mindre inträde han i april 1848 i upprorsarmén och tjänstgjorde där som kvarter- och överkvartermästare till dess upplösning 1852. Samma år upptogs han i den preussiska armén som kapten och knöts till den stora generalstabens kartografiska avdelning, och efter att han 1864 åter hade deltagit i krigen mot Danmark, ledde han från 1865 de topografiska uppmätningarna i Slesvig-Holstein, liksom han redan 1859 hade utgivit sin Geschichte der geografische Vermessungen und der Lardkarten Nordalbingiens.
År 1873 befordrades han till överste och chef för den topografiska avdelningen vid den stora generalstaben och två år senare tillika till chef för den kartografiska avdelningen vid Landes-Aufnahme. År 1876 blev Geerz hedersdoktor i Kiel, men 1882 tvang en ögonsjukdom honom att lämna sina ämbeten med titel av generalmajor. Senare utarbetade han ytterligare två historiska kartor över Slesvig-Holsteins västkust.